# Anthidiellum forsteni
Anthidiellum forsteni är en biart som först beskrevs av Conrad Ritsema 1874.  Anthidiellum forsteni ingår i släktet Anthidiellum och familjen buksamlarbin. Inga underarter finns listade i Catalogue of Life.